# Anne Ashberry
Anne Ashberry (Essex, Inglaterra) es una mujer inglesa famosa por ser la inventora, en la década de 1950, de los primeros jardines en miniatura o penjing.

## Sus jardines
Anne Ashberry plantaba principalmente rosas alpinas y coníferas de lento crecimiento en jardines de tamaño de 48 cm x 36 cm, en los que llegaba a plantar hasta noventa rosas enanas. Uno de esos jardines se lo regaló a la princesa Isabel de Reino Unido, la futura y actual reina de dicho país.